# Bok (Mondkrater)
Bok ist ein Einschlagkrater auf der Mondrückseite.
Der Krater Bok liegt gut 600 km südlich des Mondäquators, nahezu mittig auf der erdabgewandten Seite, südsüdöstlich von Aitken. In der näheren Umgebung finden sich De Vries im Westen, McKellar im Norden, Mohorovičić im Osten und Sniadecki in südöstlicher Richtung.
In der Kratermitte befindet sich ein markanter, 1,08 km hoher Zentralberg. Das Einschlagereignis fällt in die eratosthenische Periode.
Bok hat einen Nebenkrater:
| Buchstabe | Position            | Durchmesser | Link |
| --------- | ------------------- | ----------- | ---- |
| C         | 19,07° S, 170,25° W | 24 km       |      |

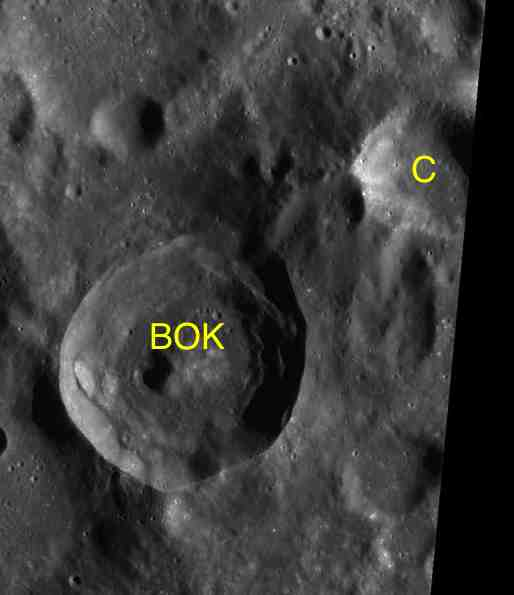
Bok mit seinem Nebenkrater

Der Krater wurde 1979 von der IAU offiziell nach der US-amerikanischen Astronomin Priscilla Fairfield Bok und später auch nach ihrem Mann Bart Jan Bok, der ebenfalls Astronom war, benannt.